# العمر

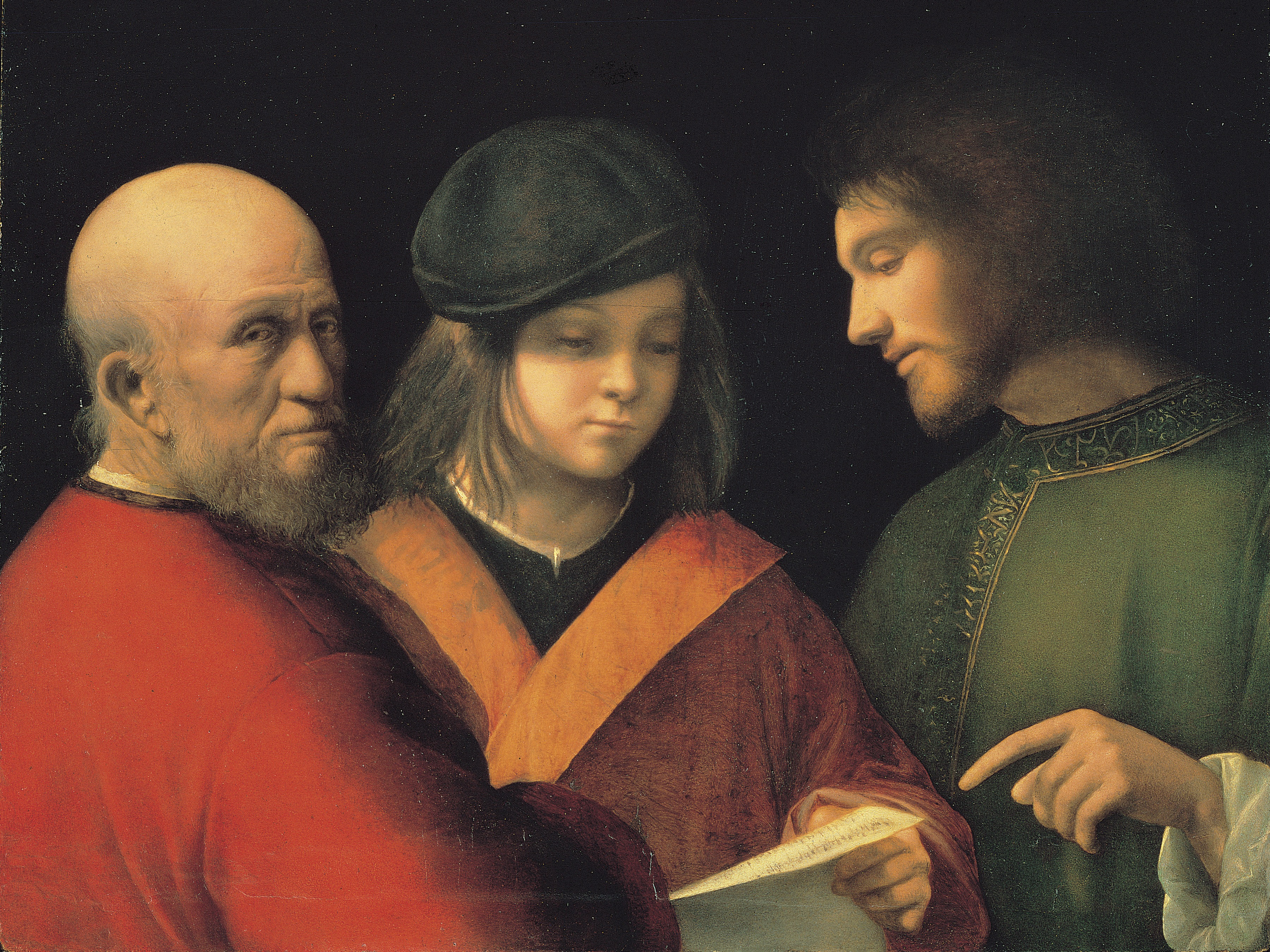

العمر هو الزمن الذي مضى على الإنسان منذ ولادته.
يميّز العلماء بين العمر الموضوعي والعمر النفسي. وهكذا يمرّ الزمن في مرحلة الطفولة بوتيرة أبطأ بكثير من مرحلة البلوغ. فمن وجهة ما نشعر به نفسانيّاً، يشكّل عمر السابعة عشرة والنصف منتصف حياة بشريّة تمتدّ إلى الخامسة والسبعين.
يحدّد العمر العقلي العلاقة القائمة بين درجة ذكاء الفرد وعمره الحقيقي. ويقيس الباحثون العمر
العقلي بواسطة رواكز تحدّد الحاصل العقلي(.Q.I) . فيطرح هؤلاء مثلاً، سلسلة مسائل  من نوع تركيب قطع الميكانو مثلا أو نوع من حساب أوّلي، أو نوع من مزج أشياء يكمّل بعضها بعضاً (سكين، وشوكة،
الخ...)، ويحلّ هذه المسائل أناس أسوياء من عمر زمني محدّد (عمرهم عشر سنوات، مثلاً).
فإذا حلّ هذه المسائل طفل في الثامنة من عمره، وُصف ذكاؤه بالذكاء "المبكّر"(ويكون عمره النفساني عشرة على ثمانية 8:10 =1.25 والمعدّل هو  1). وإذا توصّل فتى في الثانية عشرة من عمره إلى حلّ هذه
المسائل نفسها بجهد جهيد يكون حاصله العقلي عشرة على إثنتي عشر 12:10 = 0.83، ويكون دون السويّ.
يوجد اختلاف كبير بين الاعمار المتوقعة لشخص ما عند ولادته حسب البلد فالعمر المتوقع ان يعيشه شخص ما في زنجبار هو 48 سنة فقط اما في بعض دول أوروبا الغربية فهو 77 سنة. ويختلف حسب الحمية المتبعة والعناية الطبية. 
ينقسم العمر إلى قسمين العمر الجسدي وهو عمر جسم الإنسان والعمر الحقيقي وهو تاريخ الميلاد وتقول بعض النظريات غير المثبتة بأن العمر الذي سيعيشه إنسان ما هو عمر جسده وليس عمره الحقيقي فكلما زاد عمر جسم الإنسان كلما قلت فترة عمره. وهذا ما يفسر قله عمر الاشخاص في أفريقيا لانهم يبدون بأعمار أكثر بكثير من تأريخ ميلادهم.

## هل يستطيع المرء أن يطيل عمره؟
المرء لايستطيع التأثير على صحته بالتأثير على جيناته أو بيئته. ومع ذلك يمكن للمرء أن يفعل الكثير ليعيش لفترة أطول. ألا أن هذا يمكن أن يتعلق بالرياضة ، حسب الرياضة التي يداوم على ممارستها أو يهتم بآدائها بين الحين والآخر، فمثلا:
- لعب التنس : يمكن أن يطيل العمر 7و9 سنة،
- لعب كرة الريشة: يمكن ان تطيل العمر 2و6 سنة ،
- كرة القدم : يمكن ان يطيل العمر 7و4 سنوات ،
- ركوب الدراجة: يمكن أن يطيل العمر 7و3 سنة،
- السباحة:يمكن أن تطيل العمر 4و3 سنوات،
- تمارين رياضية : يمكن أن تطيل العمر 1و3 سنة
- تمارين اللياقة البدنية: يمكن أن يطيل العمر 5و1 سنة.

تلك معلومات حصل عليها أطباء ببحوث طويلة على مجموعات من الناس ، وقامت مجلة "بارمر" BARMER  الألمانية بنشرها في عددها  02.2023 صفحة 23.

## دراسة علميه عن العمر 2023
تتوصل دراسة علمية في الولايات المتحدة الامريكية باحصاء بيانات 700.000 مواطن امريكي من الرجال والنساء بالنتيجة التالية. من يبدأ بعد بلوغه 40 من عمره (وبالطبع اصغر من ذلك العمر) يمكن ان يطيل عمره  عمره في المتوسط 23 سنة، هذا بالمقارنة بأصخاص لا يهتمون بصحتهم. نشرت تلك الدراسة في يوليو 2023 لاول مرة وعرضت نتائجها في المنتدى السنوي للجمعية الامريكية للتغذية - احدثت تلك النتيجة اهتماما كبيرا  في الأ وساط العلمية. وتقول احد المشتركات في تلك الدراسة وهي كسوان-ماي نغوين، وهي من الباحثين التابعين لكلية إلينوه كوليج أوف ميديسين بولاية ألينوه الأمريكية: "لقد كانت النتائج لنا مفاجئة أنه بتغيير اثنين او ثلاثة عادات من الحياة اليومية يمكن ان تطيل العمر." 
من بين تلك العوامل التي يجب الاعتناء بها في الحياة اليومية تحريك الجسم ، وتغذية صحية ، ونوم كاف عميق بالإضافة إلى العوامل النفسية ومنها الحياة في عائلة منسجمة وعلاقات طيبة بالاصدقاء وفي مجال العمل وكذلك العمل على تخفيض الإجهاد النفسي. كذلك عدم التدخين و عدم ادمان المخدرات والكحوليات.